# Bulbophyllum thaiorum
Bulbophyllum thaiorum är en orkidéart som beskrevs av Johannes Jacobus Smith. Bulbophyllum thaiorum ingår i släktet Bulbophyllum och familjen orkidéer. Inga underarter finns listade i Catalogue of Life.